# SPEAR
SPEAR (англ. Stanford Positron Electron Asymmetric Rings) — электрон-позитронный коллайдер на энергию до 3.5 ГэВ, работавший в 1972-1990 годах в Национальной лаборатории SLAC, штат Калифорния, США. В настоящее время, после ряда апгрейдов, используется как источник синхротронного излучения SPEAR3.

## Коллайдер
Первый проект коллайдера был представлен в 1964 году командой под руководством Бёртона Рихтера. Первоначально коллайдер должен был представлять собой два кольца с асимметричным столкновением. В течение последующих лет вследствие серии отказов в финансировании проект урезался, и превратился в одно кольцо на энергию до 2.4 ГэВ. Строительство началось в 1970 году, и было завершено в течение 20 месяцев в 1972 году. В следующем 1973 году начался набор данных. Максимальная светимость машины достигала 1.2×1031см−2с−1. В 1980 году в лаборатории SLAC был запущен коллайдер PEP на энергию 29 ГэВ в пучке, и некоторое время коллайдеры работали параллельно. Физическая программа SPEAR была завершена к 1990 году, что совпало с запуском нового, линейного коллайдера SLC.

## Детекторы
На коллайдере работали два детектора Mark I и Mark II.

## Выдающиеся результаты
В ноябре 1974 года при весьма драматичных обстоятельствах был открыт J/ψ-мезон (т.н. "ноябрьская революция"), за что Нобелевской премией (1976) был отмечен Рихтер. Одновременно и независимо мезон был открыт в Брукхейвенской  лаборатории. В 1995 году Нобелевская премия была вручена Мартину Перлу за открытие тау-лептона на коллайдере SPEAR.

## Источник синхротронного излучения
С самого начала на кольце коллайдера был заложен вывод синхротронного излучения (СИ) из поворотного магнита для экспериментов по материаловедению в "паразитном" режиме. После обнаружения J/ψ-мезона работа коллайдера была долгое время сосредоточена вокруг энергии 1.55 ГэВ, что было далеко от максимальной энергии синхротрона, на которую рассчитывала команда СИ. Чтобы повысить энергию излучения и его яркость на кольцо был в 1978 году установлен вигглер. C 1990 накопитель перешёл полностью на работу для пользователей СИ, для чего был модернизирован (т.н. источник СИ 2-го поколения) и получил название SPEAR2. В 2004 году после глубокой модернизации обновлённый синхротрон SPEAR3 начал работу на пользователей. Энергия пучка 3 ГэВ, ток 500 мА, эмиттанс 18 нм.